# Línguas esquimó-aleútes

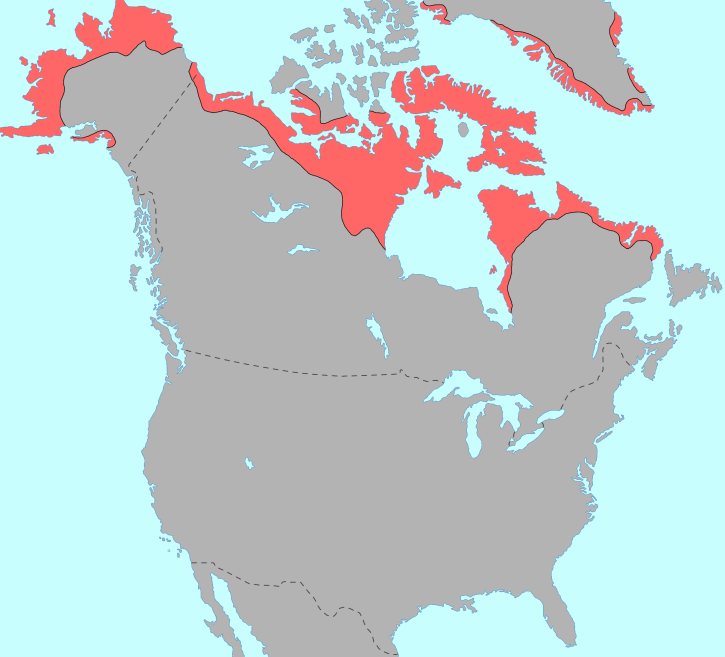
Localização das línguas esquimó-aleútes, faladas nos Estados Unidos, Canadá e Groenlândia.

As línguas esquimó-aleútes ou escaleutas compõem uma família de idiomas falados na Groenlândia, no Ártico canadense, no Alasca e em partes da Sibéria, na Federação Russa. Também conhecidos como esquimós ou macro-esquimós, esta família consiste dos idiomas falados pelos esquimós (o inuíte, falado no norte do Alasca, Canadá e Groenlândia, e o iúpique, falado no oeste e sudoeste do Alasca, e na Sibéria), e pelo idioma aleúte, falado nas ilhas Aleutas e nas ilhas Pribilof.
O termo "esquimó" é um exônimo, de origem algonquina, e por esta maneira é tido como depreciativo pelos próprios falantes do grupo linguístico; porém o termo é utilizado por alguns linguistas para se referir ao grupo dos idiomas "yuit-iúpique-inuíte" como um todo. No Canadá o termo nativo inuíte é utilizado para descrevê-las, e, no Alasca, os termos iúpique, inupiaque ou inuíte, dependendo do interlocutor.
Tradicionalmente, a família de idiomas esquimós era dividida apenas no grupo inuíte e no grupo iúpique (ou Yup'ik-Yuit). No entanto, pesquisas mais recentes sugeriram que o próprio yupik poderia não formar um grupo à parte, e sim o contínuo dialetal inuíte é que seria uma das muitas línguas que compõem este possível grupo geral iúpique, e levantando a suspeita que a diferenciação entre os dois grupos, com base na dicotomia Sibéria-Alasca, parece ter sido mais obra de geógrafos que linguistas.

## Lista das línguas esquimó-aleútes
- Línguas esquimós
  - Línguas inuítes:
    - Inupiaque (Inupiaq): no norte e noroeste do Alasca (Estados Unidos) e noroeste do Canadá;
    - Inuinactune (Inuinnaqtun) e Inuvialuctune (Inuvialuktun): no Ártico Ocidental do Canadá: Territórios do Noroeste (Nunatsiaq) e Nunavut;
    - Inuctitute (Inuktitut): no Ártico Oriental do Canadá (províncias de Terra Nova e Labrador, Quebeque, Manitoba e em Nunavut e Territórios do Noroeste);
    - Groenlandês (Kalaallisut): no oeste da Groenlândia;
    - Inuctune (Inuktun): no norte da Groenlândia.

- - Línguas iúpiques:
    - Sirenik: extinto, classificação incerta: possivelmente um terceiro ramo das línguas esquimós;
    - Naucano (Naukan): na península de Chukotka, (Rússia)
    - Língua iúpique siberiano central/iuíte (Yuit): na península de Chukotka e ilha de São Lourenço;
    - Língua iúpique do Alasca Central/iúpique (Yupʼik): no centro do Alasca
    - alutiiq: na península do Alasca.

- - Língua aleúte
  - Oeste: no leste do Alasca (Atkan, Attuan, Unangan, Béring);
  - Leste: nas ilhas Aleutas (Estados Unidos e Rússia) e no extremo leste da Sibéria (Rússia).